# Dictyocaulus cervi
Dictyocaulus cervi är en rundmaskart. Dictyocaulus cervi ingår i släktet Dictyocaulus, och familjen Dictyocaulidae. Arten är reproducerande i Sverige.